# Alter Ego (chanson de Minus One)
Pour les articles homonymes, voir Alter ego (homonymie).
Chansons représentant Chypre au Concours Eurovision de la chanson
One Thing I Should Have Done
(2015) Gravity
(2017)
Alter Ego est la chanson de Minus One qui représente Chypre au Concours Eurovision de la chanson 2016 à Stockholm.
Le 10 mai 2016, lors de la 1re demi-finale, elle termine à la 8e place avec 164 points et est qualifiée pour la finale le 14 mai 2016, au cours de laquelle elle termine à la 21e place avec 96 points.